# Battaglia di Nikiou
La battaglia di Nikiou è stata combattuta tra l'esercito di ʿAmr ibn al-ʿĀṣ e l'Impero bizantino in Egitto nella primavera del 646.
Successivamente alla loro vittoria nella battaglia di Eliopoli nel luglio del 640 e la conseguente capitolazione di Alessandria nel novembre del 641, gli eserciti arabi presero quella che un tempo fu la provincia romana d'Egitto. Il nuovo imperatore Costante II era determinato a riprendere quel territorio, ordinò così ad un'imponente flotta di trasportare le sue truppe presso Alessandria. Queste truppe, sotto Manuele, sbarcarono e presero la città verso la fine del 645 cacciando la piccola guarnigione araba lì presente. Si dice che Amr fosse in quel periodo alla Mecca e fu quindi rapidamente richiamato per prendere il comando delle forze arabe in Egitto.
La battaglia si svolse presso la piccola città fortificata di Nikiou, a circa due terzi della strada che separa Alessandria da Al-Fustat e vide contrapposte le forze arabe composte da 15 000 uomini, contro un contingente bizantino ben più piccolo. Nonostante una dura lotta e l'uccisione in combattimento di uno dei loro campioni, gli arabi prevalsero e le forze bizantine si ritirarono disordinatamente verso Alessandria.
Sebbene i bizantini chiusero le porte contro gli incalzanti arabi, la città di Alessandria, alfine, cadde in mano alle forze del Califfato, che l'assaltarono, nell'estate di quell'anno. La sconfitta dell'esercito capeggiato dal generale Manuele segnò l'ultimo tentativo dell'Impero Bizantino di riconquistare l'Egitto per quasi 500 anni, con il solo Imperatore Manuele I Comneno che vi mandò una spedizione nel XII secolo.